# Ana Soklič
Ana Soklič (pisano tudi Anna Soklich), slovenska pevka zabavne glasbe, * 10. april 1984.

## Življenjepis
Prihaja s Savice, sedaj pa živi v Lescah. Na slovenski glasbeni sceni je začela pod umetniškim imenom Diona Dim oz. Diona Dimm. Projekt Diona Dimm je na neki točki prerasel tudi v skupino Diona Dimm Team (tudi samo Diona Dimm), v kateri sta bila poleg nje še Bojan Simončič in Gašper Kačar, ki sta sicer skupaj z njo skrbela za avtorsko plat projekta. V letih 2004−2007 je nastopila na EMI (2004 in 2007 kot Diona Dimm Team), Slovenski popevki (2004 in 2005, 2019) in Melodijah morja in sonca (2004). V obdobju Dione Dimm je nekaj časa živela na Švedskem, saj je imela pogodbo s tamkajšnjo založbo, a se sodelovanje ni izšlo.
Z Jernejem Brencetom (glasba) in Igorjem Vicentičem (klavir) je pripravljala album slovenskih samospevov in šansonov z besedili znanih slovenskih pesnic in pesnikov, npr. »Za ta hip« Neže Maurer in »Uspavanka« Maruše Krese.
Leta 2012 je sodelovala v prvi sezoni oddaje X Factor Slovenija.
Leta 2020 je s pesmijo Voda zmagala na Emi ter bila s tem izbrana za slovensko predstavnico na Pesmi Evrovizije. Zaradi pandemije koronavirusne bolezni je izbor tega leta odpadel, Sokličeva pa je samodejno dobila pravico do nastopa na izbora prihodnje leto. Na Pesmi Evrovizije 2021 je nastopila s pesmijo Amen; uvrstitev v finale ji ni uspela.
Leta 2019 in 2021 je s svojimi avtorskimi pesmimi nastopila na različnih prireditvah v Monaku.
Leta 2022 je imela manjši spodrsljaj pri petju Slovenske himne na otvoritvi državnega prvenstva v hokeju.

## Festivali in tekmovanja

### X Factor Slovenija
Leta 2012 je sodelovala v prvi in doslej edini sezoni slovenske različice šova X Factor. Izbrana je bila v prvo deveterico (torej za oddaje v živo) v kategoriji "nad 21 let", mentorica katere je bila Jadranka Juras. Izpadla je v 5. oddaji v živo in tako končala na petem mestu.
| Datum          | Tema             | Pesem                                 | Rezultat           |
| -------------- | ---------------- | ------------------------------------- | ------------------ |
| 13. maj 2012   | To sem jaz       | »Stop« (Sam Brown)                    | varna              |
| 20. maj 2012   | Ljubezen         | »Sweet Child o' Mine« (Guns N' Roses) | varna              |
| 27. maj 2012   | Časovni stroj    | »My Funny Valentine« (Chet Baker)     | varna              |
| 3. junij 2012  | Slovenska glasba | »Malo tu malo tam« (Neisha)           | izločevalni dvoboj |
| 10. junij 2012 | James Bond       | »License to Kill« (Gladys Knight)     | izločena           |

### Slovenska popevka 2019
Na Slovenski popevki 2019 je za skladbo »Temni svet« prejela dve nagradi strokovne komisije, nagrado za najboljšo interpretacijo in najboljšo skladbo v celoti.

### Pesem Evrovizije
Februarja 2020 je na tekmovanju za izbor slovenskega predstavnika za evrovizijsko popevko, kjer je nastopila s pesmijo z naslovom Voda, v superfinalu za 666 glasov premagala pevko Lino Kuduzović in postala zmagovalka ter slovenska predstavnica na Pesmi Evrovizije 2020, ki je bila kasneje odpovedana zaradi pandemije nove koronavirusne bolezni, zaradi česar njen nastop odpadel. Zaradi odpovedi je bila samodejno izbrana za predstavnico na izboru leta 2021, kjer je nastopila s pesmijo »Amen«. Nastopila je na prvem polfinalnem večeru, v finale pa se ni uvrstila.

## Diskografija

### Festivalske pesmi

#### Kot Diona Dim
- EMA 2004: If You − finale
- Melodije morja in sonca 2004: Cosmo – finale
- Slovenska popevka 2004: Otroške oči
- Slovenska popevka 2005: Senca negra
- EMA 2007: Oče (Father) – kot Diona Dimm Team

#### Kot Ana Soklič
- Slovenska popevka 2013: Naj muzika igra
- Popevka 2019: Temni svet – nagrada za najboljšo interpretacijo, velika nagrada za najboljšo skladbo v celoti
- EMA 2020: Voda − zmagovalka

### Nefestivalske pesmi
- 2013: Hello
- 2013: Stairway with diamonds[13]
- 2014: The Gift[14]
- 2014: Unpurified[15]
- 2016: Miles
- 2021: Amen
- 2023: Bohinian Girl, Bohemian Woman